# Jozabed Sánchez
Jozabed Sánchez Ruiz (ur. 8 marca 1991 w Mairena del Alcor) – hiszpański piłkarz występujący na pozycji pomocnika w klubie Girona FC, do którego jest wypożyczony z Celty Vigo.